# Ypthima parasakra
Ypthima parasakra är en fjärilsart som beskrevs av John Nevill Eliot. Ypthima parasakra ingår i släktet Ypthima och familjen praktfjärilar. Inga underarter finns listade i Catalogue of Life.